# 台灣奇蹟
臺灣經濟奇蹟（英語：Taiwan Economic Miracle），簡稱臺灣奇蹟，是指臺灣經濟自1960年代以來迅猛發展的現象。此一高速增長使臺灣成为世界已開發經濟體之一、並獲亞洲四小龍之譽。
臺灣奇蹟包括快速的工业化、国民所得急速增加、民主化、本土化、科技迅速进步、国民生活水平的快速提升、城市化、现代化及国际化，而後再轉型成為高科技產業強國。以上的發展成果成為了開發中國家和未開發國家的典範，總結為「臺灣經驗」。

## 經濟

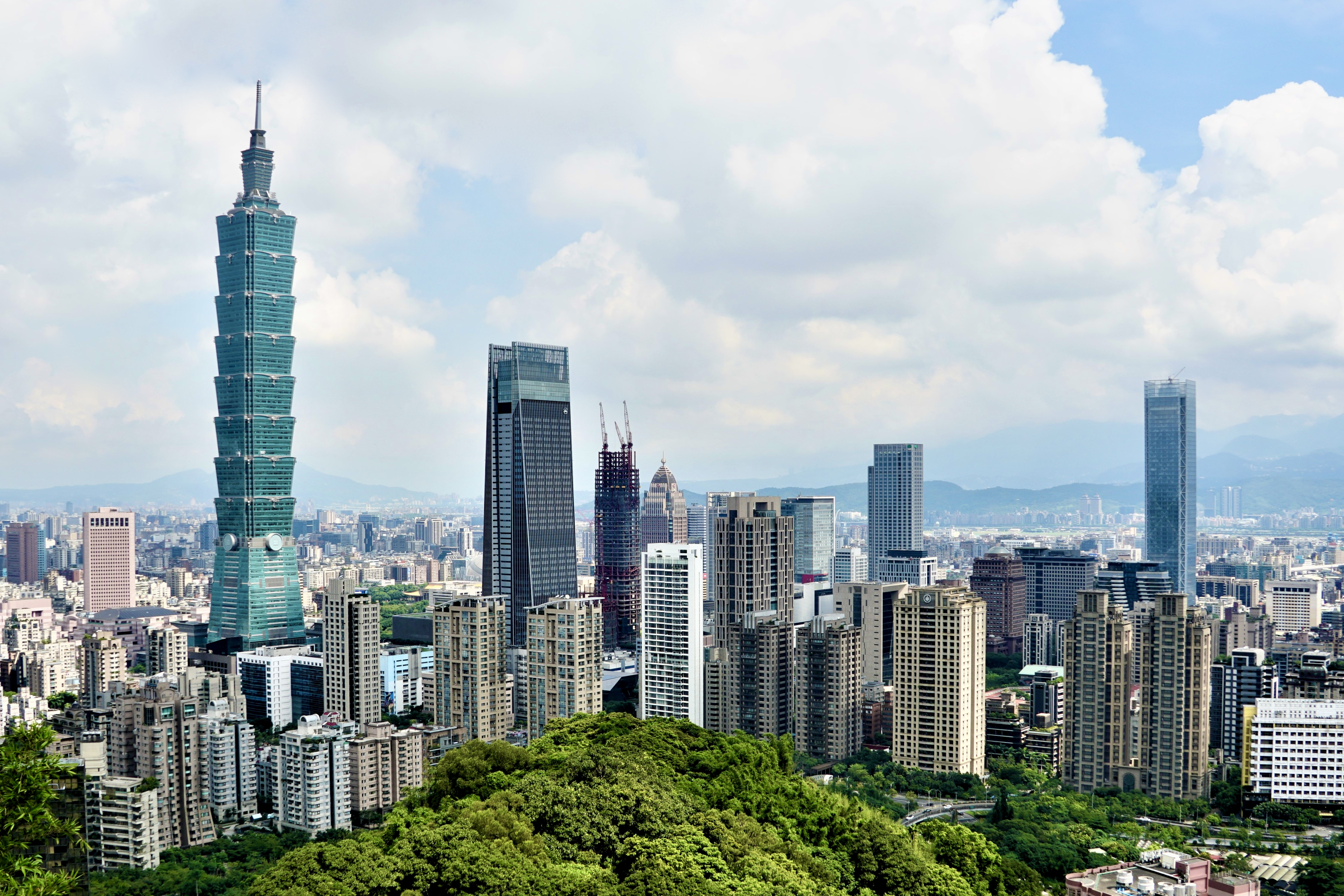
戰後臺北都市的快速發展，是臺灣經濟奇蹟的體現之一

### 人均GDP
臺灣是一個已開發和實施自由市場經濟的高度發達經濟體，擁有完全自由開放的投資與消費環境，不論投資、消費或儲蓄等皆能自由選擇，很多大型的國營銀行及企業逐步邁向私有化。1960年到2023年的平均年均經濟成長率達到10%以上，而出口導向政策賺取的外匯為工業化提供資金保證。臺灣的外匯存底是世界第4。根據臺灣行政院主計總處的統計顯示，臺灣人均國民生產毛額，在1961年是153美元，至2023年已成長至32756美元，是世界主要的經濟體和已開發國家。
IMF统计2023年台灣人均GDP：（國際匯率）33907.516美元 / （購買力平價） 73344.248美元 

### 經濟發展
在日治時期前期，臺灣在日本經濟上的地位是糧食生產基地，僅有少數的食物儲藏加工業和輕工業，在太平洋戰爭爆發後，台灣因戰略地位被日本政府重新定位為南進基地，因此在台灣南部的高雄一帶發展軍事工業。中華民國政府遷到臺灣後，起初施行提升農業的經濟政策。自1960年代起，臺灣輕工業發展快速，重工業則居於次要地位。中央政府為了增加出口換取外匯，設立加工出口區來增加外貿收入。
自1970年代起，在時任中华民国行政院院长、中国国民党副总裁蔣經國的主持下，中央政府致力推動十大建設，為臺灣石化業與重工業打下良好的基礎，此時恰逢越南戰爭，美國向臺灣訂購大量物資，這些因素都促使臺灣經濟快速起飛。由於經濟發展成功，台灣遂晉身亞洲四小龍行列，亦達成作為新興工業化國家的標準條件。之後中央政府注意到重工業在經濟中的地位，實行積極的產業政策，在高雄建設大煉鋼廠、大造船廠、大煉油廠等大型重工業基地，亦有外資，中央政府，加上華僑返臺的科技資本，因而設立電子科技公司，如台積電、聯華電子等也取得成功。
然而，高耗能的重化工業，很快就碰上石油危機而無以為繼。政府官員因而在縮小重化工業投資範圍同時，大力鼓勵內外廠商投資積體電路、電腦等高科技產業，試圖以耗能少、污染低、附加價值高的技術密集型科技產業取代重化工業。。1980年代，政府成立新竹科學工業園區，民間中小企業也被電子產業的蓬勃發展所影響。臺灣的個人電腦主板產量位居世界第一，中華民國成為新興工業化國家。並于1995年2月行政院國家科學委員會依行政院決議，設置南部科學工業園區。之後在2002年由行政院核定成立中部科學工業園區。為接續「十年經濟建設計劃」，1990年代初期中央政府提出的國家建設六年計畫，雖只維持了近3年，但也率先開啟了中華民國政府財政赤字之大門。此外，2003年，政府提出了新十大建設，希望加強基礎設施建設與新產業的養成。
臺灣的產業多為原廠委託設計代工（ODM），較少品牌經營。許多罕為人知、也沒有品牌的中小企業，常常在對應產業佔有一席之地。儘管如此，臺灣也不乏頗具影響力的品牌。依據台灣經濟研究院於2024年的調查，台灣最佳國際品牌前25名的總體價值達147.55億美元。名單中包含華碩電腦、趨勢科技、聯發科技、旺旺食品、研華科技、巨大機械、宏碁公司等。

### 經濟結構

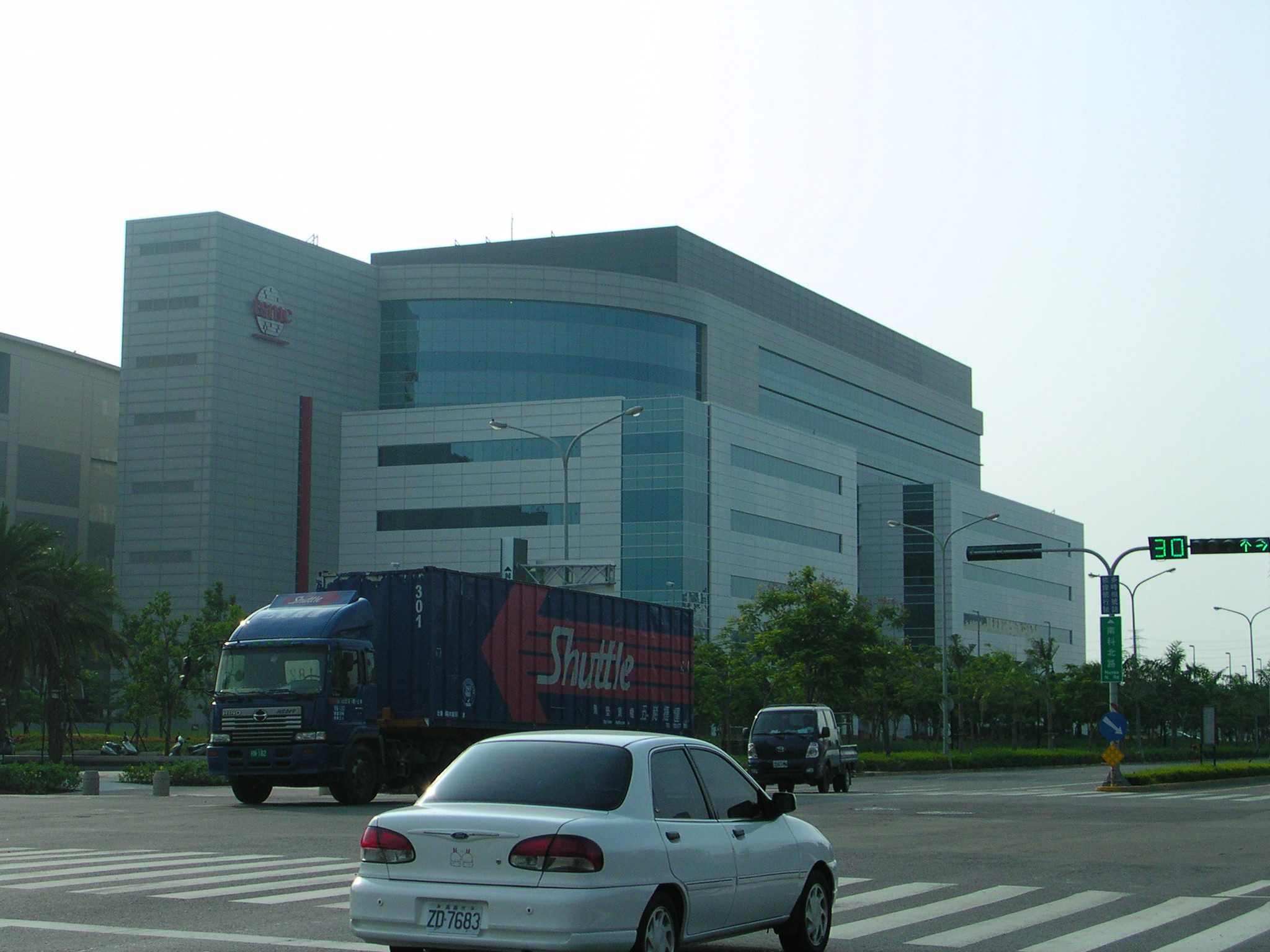
台積電的晶圓廠，科學園區建設是台灣經濟轉型高科技國家的象徵（此圖為南部科學園區的台積電晶圓廠）

根據2023年的統計，台灣是全球第22大經濟體，早年特色為中小型企業眾多，今日的經濟結構已經由高科技產業取代原先的勞力密集工業，且農業在GDP中的比重從1952年的35%下降到2%。至今形成服務業與高科技產業合計比例過半的形勢，但也面臨傳統產業快速外移（特別是中國大陸「磁吸效應」）的問題。
臺灣的電子工業對世界經濟舉足輕重，大多數電腦電子零組件都在台灣生產。國際貿易是台灣的經濟命脈，日本和美國長久以來一直是台灣前兩大貿易夥伴，但在2005年後退居二、三名，中國大陸成為台灣進出口貿易第一大對象。2012年對中國大陸及香港出口1186.5億美元（占总额39.3%），进口435.6億美元（占总额16.1%），顺差750.9億美元。第二及第三名外貿夥伴則為日本與美國，其中日本為臺灣的最大進口國（占总额17.6%）。其他主要貿易國依次還包括新加坡、韓國、沙烏地阿拉伯、馬來西亞、德國、澳大利亞、印尼、菲律賓、越南、泰國等。
另有部分轉向歐洲和東南亞市場，台灣還是中國大陸、泰國、印尼、菲律賓、馬來西亞和越南的主要投資來源，在中國大陸有5萬多個臺資企業，長期居留中國大陸的臺商及眷屬則有15萬人之多。